# Bestúzhevskoye
Bestúzhevskoye (del ruso: Бестужевское) es un seló del distrito de Ádler de la unidad municipal de la ciudad-balneario de Sochi, en el krai de Krasnodar de Rusia, en el sur del país (Cáucaso occidental). Está situado en los montes de la orilla izquierda del río Málaya Jerota y del lago Serebriánoye que éste forma, 21 km al sureste de Sochi y 189 al sureste de Krasnodar. Tenía 287 habitantes en 2010.
Pertenece al municipio Kudepstinski.